# I'm Gonna Be Strong
I'm gonna be strong is een nummer geschreven door het beroemde duo Barry Mann en Cynthia Weil. Het werd als eerste opgenomen door Frankie Laine in 1963 en uitgebracht op single op Columbia Records. Het werd echter pas een grote hit in 1964, toen Gene Pitney zijn versie uitbracht op single. Het werd ook op single uitgebracht door de band Blue Angel in 1980, met lead vocals van de toekomstige ster Cyndi Lauper. Lauper nam het nummer later opnieuw op en bracht het uit als single in 1994. Het nummer kwam ook terecht op het album Quiet Lies van Grammy-winnaar Juice Newton in 1982.

## Gene Pitney
I'm gonna be strong is een single van de Amerikaanse zanger Gene Pitney in 1964.

### Hitnotering
| I'm gonna be strong | I'm gonna be strong   | I'm gonna be strong | I'm gonna be strong | I'm gonna be strong | I'm gonna be strong | I'm gonna be strong | I'm gonna be strong | I'm gonna be strong |
| Hitlijst            | Datum van binnenkomst | Week:               | 1                   | 2                   | 3                   | 4                   | 5                   | Laatste notering    |
| ------------------- | --------------------- | ------------------- | ------------------- | ------------------- | ------------------- | ------------------- | ------------------- | ------------------- |
| Nederlandse Top 40  | 09-01-1965            | Positie:            | 22                  | 17                  | 23                  | 25                  | 29                  | 06-02-1965          |